# Verwaltungsgemeinschaft Pleißenaue
De Verwaltungsgemeinschaft Pleißenaue in het Thüringische landkreis Altenburger Land is een gemeentelijk samenwerkingsverband waarbij vijf gemeenten zijn aangesloten. Het bestuurscentrum bevindt zich in Treben.

## Deelnemende gemeenten
De volgende gemeenten maken deel uit van de Verwaltungsgemeinschaft:
1. Fockendorf
2. Gerstenberg
3. Haselbach
4. Treben *
5. Windischleuba